# Wingfield (Suffolk)
Pour les articles homonymes, voir Wingfield.
Wingfield est un village et une paroisse civile du Suffolk, en Angleterre.